# Danielle McCann
Pour les articles homonymes, voir McCann.
Danielle McCann est une travailleuse sociale, administratrice et femme politique québécoise.
Elle est députée de Sanguinet à l'Assemblée nationale du Québec sous la bannière de la Coalition avenir Québec de 2018 à 2022.
Elle occupe le poste de ministre de la Santé et des Services sociaux du Québec du 18 octobre 2018 au 22 juin 2020, date à laquelle elle devient ministre de l'Enseignement supérieur.

## Biographie

### Jeunesse et études
En 1980, elle obtient un baccalauréat en sciences de l'éducation de l'Université de Montréal, puis un an plus tard, un baccalauréat en service social de l'Université McGill. Elle complète également une maîtrise en administration des affaires à HEC Montréal en 1988. 

### Carrière en santé
Elle commence sa carrière en 1981 en tant qu'intervenante en travail social puis travailleuse sociale au sein du Centre des services sociaux Ville-Marie–Hôpital Royal Victoria. En 1992, elle devient chef de l'administration de programmes pour le Centre local de services communautaires (CLSC) de Sainte-Thérèse-de-Blainville. Elle en sera également la directrice générale par intérim en 1995. De 1997 à 2002, elle occupe le poste de directrice des programmes multiclientèle du Centre hospitalier de soins de longue durée (CHSLD) et CLSC Saint-Laurent. Elle est ensuite nommée directrice générale du CLSC du Richelieu et Centre Rouville, où elle travaille jusqu'en 2003. Elle occupe le même de façon intérimaire en 2004 du côté des CHSLD et CLSC Champagnat de la Vallée des Forts.
De 2004 à 2012, elle occupe le poste de directrice du CSSS du Sud-Ouest—Verdun. Durant son mandat, elle mise sur la collaboration entre les médecins et les autres professionnels de la santé. Elle valorise l'interdisciplinarité, notamment en valorisant les soins palliatifs à domicile à travers des équipes mixes. Elle est alors décrite comme une « gestionnaire discrète, calme et peu portée aux grands affrontements ». Le 14 janvier 2009, elle est nommée membre du conseil d’administration de l'Institut national de santé publique du Québec.
En 2012, elle devient présidente-directrice-générale de l'Agence de santé et de services sociaux de Montréal. Elle démissionne de ce poste en 2014 alors qu'il reste encore deux années à son mandat de quatre ans. Annonçant vouloir prendre sa retraite, le gouvernement lui aurait plutôt indiqué la sortie pour des raisons de rendement et de gestion.
Le 22 août 2013, elle est nommée membre du conseil d’administration d'Urgences-santé.

### Carrière politique

#### Arrivée rapide en politique
À l'approche des élections générales québécoises de 2018, la Coalition avenir Québec (CAQ), en bonne position dans les sondages, cherche activement à trouver un candidat qui sera amené à devenir ministre de la Santé dans son gouvernement. En campagne électorale, le parti approche l'infirmière et gestionnaire Gertrude Bourdon. Celle-ci fait faux bond et décide plutôt de se présenter sous la bannière du Parti libéral du Québec. Le 20 août 2018, le chef de la CAQ, François Legault, la rencontre et lui offre de se joindre à son équipe. Lors de l'annonce officielle de sa candidature, le vendredi suivant, elle se positionne en opposition à Gaétan Barrette, ministre de la Santé sortant : « Je ne suis pas une personne qui va imposer des choses, je suis une personne qui va toujours dialoguer ». Elle se porte candidate dans la circonscription électorale de Sanguinet, en Montérégie. François Legault laisse entendre, sans le confirmer, qu'elle pourrait devenir la future ministre de la Santé dans son gouvernement. 
Le 1er octobre 2018, elle remporte l'élection avec 43,5 % des voix, une avance de 5 597 voix sur le député péquiste sortant, Alain Therrien, et devient la députée de Sanguinet à l'Assemblée nationale du Québec.

#### Ministre de la Santé
Le 18 octobre 2018, elle est nommée ministre de la Santé et des Services sociaux par le premier ministre François Legault lors de l'assermentation du Conseil des ministres du Québec. Elle fait partie d'un trio de ministres dédiés à la santé avec sa collègue Marguerite Blais (responsable des Aînés et des Proches aidants) et du neurologue Lionel Carmant (ministre délégué), devant surtout se charger des troubles d'apprentissage chez les enfants.
Le 22 juin 2020 en pleine pandémie de la Covid-19, elle cède son poste à Christian Dubé jusqu'alors président du Conseil du trésor, et devient ministre de l'Enseignement supérieur.
Le 8 avril 2022, elle annonce qu'elle ne se représentera pas aux élections générales en octobre.

## Résultats électoraux
|                                                                                               | Nom                      | Parti              | Nombre de voix | %      | Maj.  |
| --------------------------------------------------------------------------------------------- | ------------------------ | ------------------ | -------------- | ------ | ----- |
|                                                                                               | Danielle McCann          | Coalition avenir   | 12 986         | 43,5 % | 5 597 |
|                                                                                               | Alain Therrien (sortant) | Parti québécois    | 7 389          | 24,8 % | -     |
|                                                                                               | Maya Fréchette-Bonnier   | Québec solidaire   | 4 390          | 14,7 % | -     |
|                                                                                               | Marcelina Jugureanu      | Libéral            | 4 169          | 14 %   | -     |
|                                                                                               | Antonino Geraci          | Vert               | 456            | 1,5 %  | -     |
|                                                                                               | Nikolai Grigoriev        | Conservateur       | 355            | 1,2 %  | -     |
|                                                                                               | Hélène Héroux            | Marxiste-léniniste | 81             | 0,3 %  | -     |
| Total                                                                                         | Total                    | Total              | 29 826         | 100 %  |       |
| Le taux de participation lors de l'élection était de 72,5 % et 616 bulletins ont été rejetés. |                          |                    |                |        |       |